# Савельев, Виктор Алексеевич
Ви́ктор Алексе́евич Саве́льев (род. 24 января 1963, Альметьевск, Татарская АССР, РСФСР, СССР) — российский государственный деятель. Председатель правительства Удмуртской Республики с 10 октября 2014 по 2017 (исполняющий обязанности Председателя правительства Удмуртской Республики с 1 марта по 10 октября 2014).

## Биография
Родился 1 января 1963 г. в г. Альметьевск Татарской АССР.
Окончил Казанский государственный университет по специальности «геология и разведка нефтяных и газовых месторождений» в 1985 г., аспирантуру Института геологии и разработки горючих ископаемых при Академии наук СССР в 1991 г., кандидат геолого-минералогических наук.
1985—1986 — геолог Колпашевской нефтегазоразведочной экспедиции (Томская область).
1986—1987 — инженер, старший инженер отдела поисковой геологии института «ТатНИПИнефть» (г. Бугульма, Татарская АССР).
1988—1994 — младший научный сотрудник, научный сотрудник, старший научный сотрудник, заведующий лабораторией института «ТатНИПИнефть».
1994—1995 — заведующий лабораторией геологии, 1995—1999 — заместитель директора по научной работе, заведующий отделом по новым методам и интенсификации добычи института «УдмуртНИПИнефть» (г. Ижевск, Удмуртская Республика).
1999—2000 — министр топлива, энергетики и связи Удмуртской Республики.
В 2000—2006 годах занимал должность заместителя председателя правительства Удмуртской Республики. С 2006 по 2008 год работал в ОАО НК «РуссНефть» в должности вице-президента по геологии и разработке нефтяных месторождений. В марте 2008 года возглавил ООО «Газпромнефть Научно-Технический Центр».
В феврале 2009 года — перешёл на работу в ОАО «Газпром нефть» на пост руководителя дирекции по геологии и разработке.
В 2011 году возглавил дирекцию по геологоразведочным работам и развитию ресурсной базы ОАО «Газпром нефть».
В 2012—2013 гг. — вице-президент по добыче нефти и геологии ОАО НГК «Славнефть» (MOEX: SLAV).
В 2013—2014 годах — президент ООО "Группа компаний «Геосервис», зарегистрированной Ижевске.
С 1 марта по 10 октября 2014 — исполняющий обязанности Премьер-министра Удмуртии.
С 10 октября 2014 по 2017 — Председатель правительства Удмуртской Республики.

## Звания
Член-корреспондент Российской академии естественных наук, академик Международной академии минералогических ресурсов, член-корреспондент Академии горных наук РФ, член-корреспондент Российской и Международной инженерных академий.